# Lasse Nielsen
Lasse Nielsen (Aalborg, 8 januari 1988) is een Deens voetballer die als verdediger speelt. Hij verruilde Malmö FF in de zomer van 2023 voor Göztepe SK. In 2012 debuteerde hij voor het Deens voetbalelftal.

## Clubcarrière

### Aalborg BK
Nielsen speelde in de jeugdopleiding van Vejgaard Boldspilklub en ging in 1998 op tienjarige leeftijd in de jeugdopleiding van Deense eersteklasser Aalborg BK spelen. Hij debuteerde op 18 maart 2007 tegen AC Horsens. Op 26 juli 2008 maakte hij tegen FC Midtjylland zijn basisdebuut. Op 17 september maakte hij tegen Celtic FC zijn debuut in de UEFA Champions League. Aalborg werd derde in een poule met verder Manchester United en Villarreal CF, waardoor het in de UEFA Cup verder ging. Daarin werd het in de achtste finale uitgeschakeld door Manchester City. Nielsen speelde 120 minuten mee in de return tegen City, waar onder meer Robinho en Vincent Kompany meededen en zag hoe Aalborg via strafschoppen werd uitgeschakeld. Op de laatste speelronde tegen FC Nordsjælland scoorde Nielsen zijn eerste goal in het profvoetbal en voor Aalborg. Een week daarvoor speelde Nielsen negentig minuten in de met 1-0 verloren bekerfinale tegen FC Kopenhagen. Nielsen speelde 7,5 jaar voor Aalborg, waarin hij tot 173 wedstrijden kwam. Daarin was hij goed voor vijf goals en drie assists.

### N.E.C.
Op 30 januari 2014 werd bekend dat hij voor 3,5 jaar heeft getekend bij N.E.C. Op 5 februari maakte hij tegen NAC Breda (1-1) zijn debuut. Tien dagen later was hij met zijn eerste doelpunt voor de club belangrijk in een 3-1 overwinning op RKC Waalwijk. Het bleek de laatste overwinning van N.E.C. dat seizoen, want met de Nijmeegse club degradeerde Nielsen in zijn eerste halfjaar uit de Eredivisie. 

### AA Gent
Op 1 september 2014 werd hij voor een seizoen verhuurd aan KAA Gent dat ook een optie tot koop bedong. Daar maakte hij op 14 september met een clean sheet tegen Royal Excel Moeskroen zijn debuut. Op 26 februari was hij met zijn eerste goal en assist belangrijk in een 3-2 overwinning op KV Kortrijk. Bij de Gentenaars werd Nielsen een vaste pion in de verdediging samen met Nana Asare en Rami Gershon. Met Gent werd hij in het seizoen 2014/15 landskampioen. De club lichtte de optie tot koop niet. 
Nielsen onderging een medische keuring bij FC Nantes maar tekende op 15 juni 2015 toch een contract voor drie seizoenen bij KAA Gent. Op 16 juli speelde hij 90 minuten in de met 1-0 gewonnen Supercup tegen Club Brugge. Met AA Gent mocht hij dat seizoen opnieuw uitkomen in de Champions League, waarin AA Gent een poule met Olympique Lyon, Valencia CF en FK Zenit Sint-Petersburg overleefde. Vervolgens werd het in de achtste finale uitgeschakeld door VfL Wolfsburg. Nielsen miste in deze acht CL-wedstrijden geen minuut. In de competitie en beker miste Nielsen slechts twee wedstrijden, waardoor hij tot 52 wedstrijden kwam in alle competities. In 2,5 jaar kwam Nielsen tot 111 wedstrijden voor AA Gent, waarin hij tweemaal scoorde.

### Malmö FF
Op 20 januari 2017 ondertekende hij een vierjarig contract bij het Zweedse Malmö FF. Daar maakte hij op 1 april zijn debuut tegen IFK Göteborg. Op 16 oktober maakte hij zijn eerste doelpunt voor Malmö in de 3-1 overwinning op IFK Norrköping. Dit was de kampioenswedstrijd die de titel opleverde voor Malmö. Op 10 mei 2018 speelde Nielsen negentig minuten in de verloren bekerfinale tegen Djurgårdens IF. Hij was zelf met de enige goal voor de wedstrijd nog belangrijk geweest in de kwartfinale tegen IFK Göteborg. In het seizoen 2018/19 overleefde Malmö twee voorrondes van de Champions League door te winnen van FC Drita en CFR Cluj, waarna het in de beslissende voorronde op doelsaldo de boot in ging tegen Vidi FC. Daarna moest het in een tweeluik af zien te rekenen van FC Midtjylland, waarna Nielsen met Malmö deel kon nemen aan de Europa League. Daarin werd het tweede in een poule met Beşiktaş JK, KRC Genk en Sarpsborg 08 FF. Vervolgens werd het in de tussenronde uitgeschakeld door Chelsea FC, de latere winnaar.
Het seizoen erop speelde Nielsen opnieuw Europa League-voetbal en overleefde het een poule met FC Dynamo Kiev, FC Kopenhagen en FC Lugano. In de tussenronde werd het daarna opnieuw uitgeschakeld, ditmaal door VfL Wolfsburg. In 2020 en 2021 werd Nielsen voor de tweede en derde keer kampioen van Zweden. Daardoor mocht het opnieuw deelnemen aan de voorrondes van de Champions League, waarin Nielsen vier rondes tegen onder meer Rangers Football Club overleefde. Malmö werd vervolgens ingedeeld in een poule met Juventus, Chelsea en FK Zenit Sint-Petersburg, waarin het slechts één puntje pakte, tegen Zenit. Dat seizoen werd Malmö verrassend zevende in de competitie. Wel won het op 26 mei 2022 na strafschoppen de bekerfinale van Hammarby IF. Nielsen droeg die wedstrijd de aanvoerdersband en speelde 120 minuten mee. In zeven seizoenen bij Malmö kwam Nielsen tot 217 wedstrijden, waarin hij goed was voor vijf goals en drie assists.

### Göztepe SK
Medio 2023 ging hij voor Göztepe SK spelen, dat uitkwam op het tweede niveau van Turkije. Hij maakte op 26 augustus tegen Çorum FK zijn debuut. Op 10 december scoorde hij tegen Gençlerbirliği SK zijn eerste goal voor Göztepe.

## Statistieken
| Seizoen         | Club            | Competitie         | Competitie | Competitie | Beker | Beker | Overig | Overig | Totaal | Totaal |
| Seizoen         | Club            | Competitie         | Wed.       | Dlp.       | Wed.  | Dlp.  | Wed.   | Dlp.   | Wed.   | Dlp.   |
| --------------- | --------------- | ------------------ | ---------- | ---------- | ----- | ----- | ------ | ------ | ------ | ------ |
| 2006/07         | Aalborg BK      | Superligaen        | 2          | 0          | 0     | 0     | 0      | 0      | 2      | 0      |
| 2007/08         | Aalborg BK      | Superligaen        | 0          | 0          | 0     | 0     | 0      | 0      | 0      | 0      |
| 2008/09         | Aalborg BK      | Superligaen        | 22         | 1          | 4     | 0     | 6      | 0      | 32     | 1      |
| 2009/10         | Aalborg BK      | Superligaen        | 26         | 2          | 3     | 1     | 2      | 0      | 31     | 3      |
| 2010/11         | Aalborg BK      | Superligaen        | 27         | 1          | 1     | 0     | 0      | 0      | 28     | 1      |
| 2011/12         | Aalborg BK      | Superligaen        | 29         | 2          | 1     | 0     | 0      | 0      | 30     | 2      |
| 2012/13         | Aalborg BK      | Superligaen        | 28         | 3          | 1     | 0     | 0      | 0      | 29     | 3      |
| 2013/14         | Aalborg BK      | Superligaen        | 17         | 0          | 2     | 0     | 2      | 0      | 21     | 0      |
| 2013/14         | N.E.C.          | Eredivisie         | 13         | 1          | 1     | 0     | 0      | 0      | 14     | 1      |
| 2014/15         | → KAA Gent      | Jupiler Pro League | 26         | 2          | 4     | 0     | 0      | 0      | 30     | 2      |
| 2015/16         | KAA Gent        | Jupiler Pro League | 38         | 0          | 5     | 0     | 9      | 0      | 52     | 0      |
| 2016/17         | KAA Gent        | Jupiler Pro League | 18         | 0          | 3     | 0     | 8      | 0      | 29     | 0      |
| 2017            | Malmö FF        | Allsvenskan        | 25         | 1          | 0     | 0     | 0      | 0      | 23     | 1      |
| 2018            | Malmö FF        | Allsvenskan        | 27         | 0          | 7     | 1     | 2      | 0      | 36     | 1      |
| 2019            | Malmö FF        | Allsvenskan        | 10         | 0          | 0     | 0     | 16     | 0      | 26     | 0      |
| 2020            | Malmö FF        | Allsvenskan        | 15         | 1          | 5     | 1     | 14     | 0      | 34     | 2      |
| 2021            | Malmö FF        | Allsvenskan        | 20         | 1          | 1     | 0     | 2      | 0      | 23     | 1      |
| 2022            | Malmö FF        | Allsvenskan        | 23         | 0          | 7     | 0     | 12     | 0      | 42     | 0      |
| 2023            | Malmö FF        | Allsvenskan        | 17         | 0          | 4     | 0     | 10     | 0      | 31     | 0      |
| 2023/24         | Göztepe SK      | 1. Lig             | 15         | 1          | 1     | 0     | 0      | 0      | 16     | 1      |
| Carrière totaal | Carrière totaal | Carrière totaal    | 398        | 16         | 50    | 3     | 83     | 0      | 529    | 19     |

## Interlandcarrière
Nielsen was meermaals Deens jeugdinternational (U19, U20, U21). Hij nam met Denemarken U21 deel aan de EK-eindronde 2011 in eigen land, waar de ploeg van bondscoach Keld Bordinggaard werd uitgeschakeld in de eerste ronde. Nielsen kwam daar echter niet in actie. Op 15 augustus 2012 debuteerde hij voor het Deens voetbalelftal in een vriendschappelijke wedstrijd tegen Slowakije.
| Interlands van Lasse Nielsen voor Denemarken | Interlands van Lasse Nielsen voor Denemarken | Interlands van Lasse Nielsen voor Denemarken | Interlands van Lasse Nielsen voor Denemarken | Interlands van Lasse Nielsen voor Denemarken | Interlands van Lasse Nielsen voor Denemarken | Interlands van Lasse Nielsen voor Denemarken |
| №                                            | Datum                                        | Wedstrijd                                    | Uitslag                                      | Soort wedstrijd                              | Doelpunten                                   | Assists                                      |
| Als speler bij Aalborg BK                    | Als speler bij Aalborg BK                    | Als speler bij Aalborg BK                    | Als speler bij Aalborg BK                    | Als speler bij Aalborg BK                    | Als speler bij Aalborg BK                    | Als speler bij Aalborg BK                    |
| -------------------------------------------- | -------------------------------------------- | -------------------------------------------- | -------------------------------------------- | -------------------------------------------- | -------------------------------------------- | -------------------------------------------- |
| 1.                                           | 15 augustus 2012                             | Denemarken – Slowakije                       | 1 – 3 (n.v.)                                 | Vriendschappelijk                            | 0                                            | 0                                            |
| Totaal                                       | Totaal                                       | Totaal                                       | Totaal                                       | Totaal                                       | 0                                            | 0                                            |

Bijgewerkt tot en met 15 augustus 2012.

## Erelijst
Aalborg BK
- Superligaen

2008
- Deense voetbalbeker

finalist 2009
 KAA Gent
- Jupiler Pro League

2015
- Belgische Supercup

2015
 Malmö FF
- Allsvenskan

2017, 2020, 2021
- Svenska Cupen

2022